# Anselm Riedle

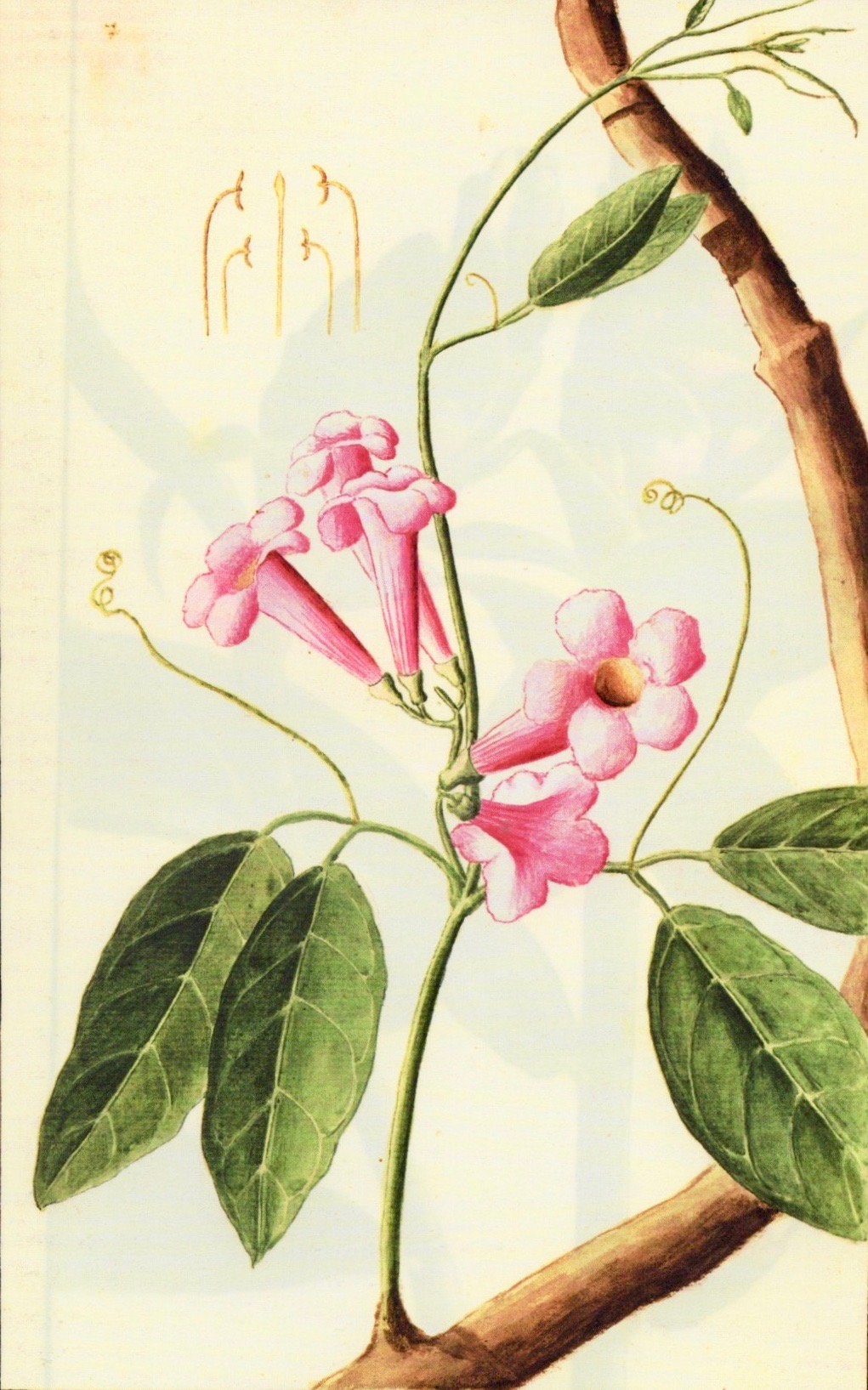
Antonio González: Tabebuia heterophylla, Puerto Rico (aus Baudins Tagebuch).

Anselm Riedle, französisch Anselme Riedlé (* 1765 oder 1766, Irsee, Allgäu; † 21. Oktober 1801, Kupang, Westtimor) war ein deutscher Gärtner und Botaniker. Er wurde erster Gehilfe am Pariser Jardin des Plantes und nahm an den Forschungsreisen von Nicolas Baudin (1754–1803) auf die Antillen (1796–1798) und nach Australien (1800–1804) teil. Im Verlauf der letztgenannten Expedition starb er in Niederländisch-Indien an einer Infektionskrankheit.

## Werdegang
Da als sein Herkunftsort auch Augsburg angegeben wird, stand Riedle möglicherweise im Dienst des letzten Kurfürsten von Trier Clemens Wenzeslaus von Sachsen (1739–1812), der auch letzter Fürstbischof von Augsburg war. In dessen Residenz Koblenz könnte er sich auf die Pflege exotischer Pflanzen spezialisiert haben und nach der Eroberung von Koblenz durch die Franzosen im Ersten Koalitionskrieg (1794) nach Paris übergesiedelt sein. Die Kolonialmacht Frankreich öffnete dem Binnenländer das Tor zur Welt. Der Jardin des Plantes ist dem 1793 gegründeten Muséum national d’histoire naturelle angegliedert, das vom Botaniker Antoine-Laurent de Jussieu (1748–1836) geleitet wurde. Jussieu war es, der Riedle zur Teilnahme an Baudins wissenschaftlichen Unternehmungen verhalf.

## Antillen (1796–1798)
Das Team der Antillenexpedition forschte auf Teneriffa (November 1796–März 1797), in Dänisch-Westindien (April–Juli 1797) und auf Puerto Rico (Juli 1797–April 1798). Zwischen Baudin und Riedle, dem Botaniker André-Pierre Ledru (1761–1825) sowie dem Zoologen René Maugé (1757–1802), die Riedle schon vom Jardin des Plantes her kannte, herrschte „republikanische Einigkeit“. In seinem Bericht über die Expedition erzählt Ledru, wie er auf Puerto Rico mit dem Säbel einen Weg durch den Urwald bahnte, durch den Baudin, Riedle und Maugé einen Baumfarn trugen. Als Riedle erkrankte, pflegte ihn Baudin. Unterwegs musste die Flûte La Belle Angélique (Die Schöne Angelika) nacheinander durch zwei andere Schiffe ersetzt werden. Um die reiche Ausbeute der Forscher nach Frankreich zu bringen, baute Baudin den Dreimaster Le Triomphe um. Die Mannschaft wurde in den Laderaum zu den Wassertonnen verbannt, so dass das Zwischendeck 270 Pflanzenkisten aufnehmen konnte. Bäume von über 1,5 Meter Höhe wurden auf den Grund der Ladeluken hinuntergelassen. Das Hauptdeck erhielt Oberlichter, die durch geteerte Planen abgedichtet werden konnten. Vom Seehafen (Fécamp) aus hatte Riedle die Pflanzen auf einem kleineren Schiff bis vor das Tor des Muséum d’histoire naturelle in Paris zu begleiten. Als die Vorgängerorganisation der Französischen Landwirtschaftsakademie Riedle zwei Jahre später mit einer Medaille auszeichnete, beschrieb sie seine nach Frankreich zurückgebrachte Ausbeute wie folgt:
- 913 Arten von Samen, Früchten und Kapseln in genügender Menge, um sie auf 50 Gärten von Zentralschulen der Republik[7] verteilen zu können.
- 231 Holzmuster.
- Etwa 1200 getrocknete Pflanzen, mit ihren Fruchtbildungen über 2000 Muster.
- 794 lebende Pflanzen von 307 Arten, zu 141 Gattungen gehörig, von denen 67 in der nationalen Sammlung gefehlt hätten und zehn anscheinend unbekannt gewesen seien. Demgegenüber hätten von 20 Sendungen, die das Muséum d’histoire naturelle bis dahin aus den Kolonien erhalten habe, nur wenige eine kleine Zahl lebender Gewächse enthalten.[8]

## Australien, Westtimor (1800/01)
Auf der Australienexpedition gehörten Riedle und seine Gehilfen Antoine Sautier († 1801) und Antoine Guichenot (1783–1867) zur Besatzung der von Baudin kommandierten Korvette Le Géographe. Auf dieser und ihrem Schwesterschiff Le Naturaliste (Der Naturforscher) fuhren anfänglich 22 Forscher mit. Am ersten Etappenziel Teneriffa, wo Riedle sich schon 1796 verletzt hatte, stürzte er beim Pflanzensammeln 15 Meter in die Tiefe und verbrachte auf der Weiterfahrt ein Vierteljahr unter großen Schmerzen im Bett. Auf der Île de France (Mauritius) zog es ihn aber erneut in die Berge. In zwei Monaten sammelte er 255 Pflanzenarten, tauschte Bäume mit dem Direktor des Jardin du Roi in Pamplemousses, Jean-Nicolas Céré (1738–1810), und verteilte Samen europäischer Gemüse und Blumen an die Pflanzer. Auf der Île de France schreckten mehrere Forscher vor der bevorstehenden Fahrt ins Ungewisse zurück und verließen des Expeditionsteam, worunter die Botaniker André Michaux (1746–1802) und Jacques Delisse (1773–1856) sowie zwei Gärtner.

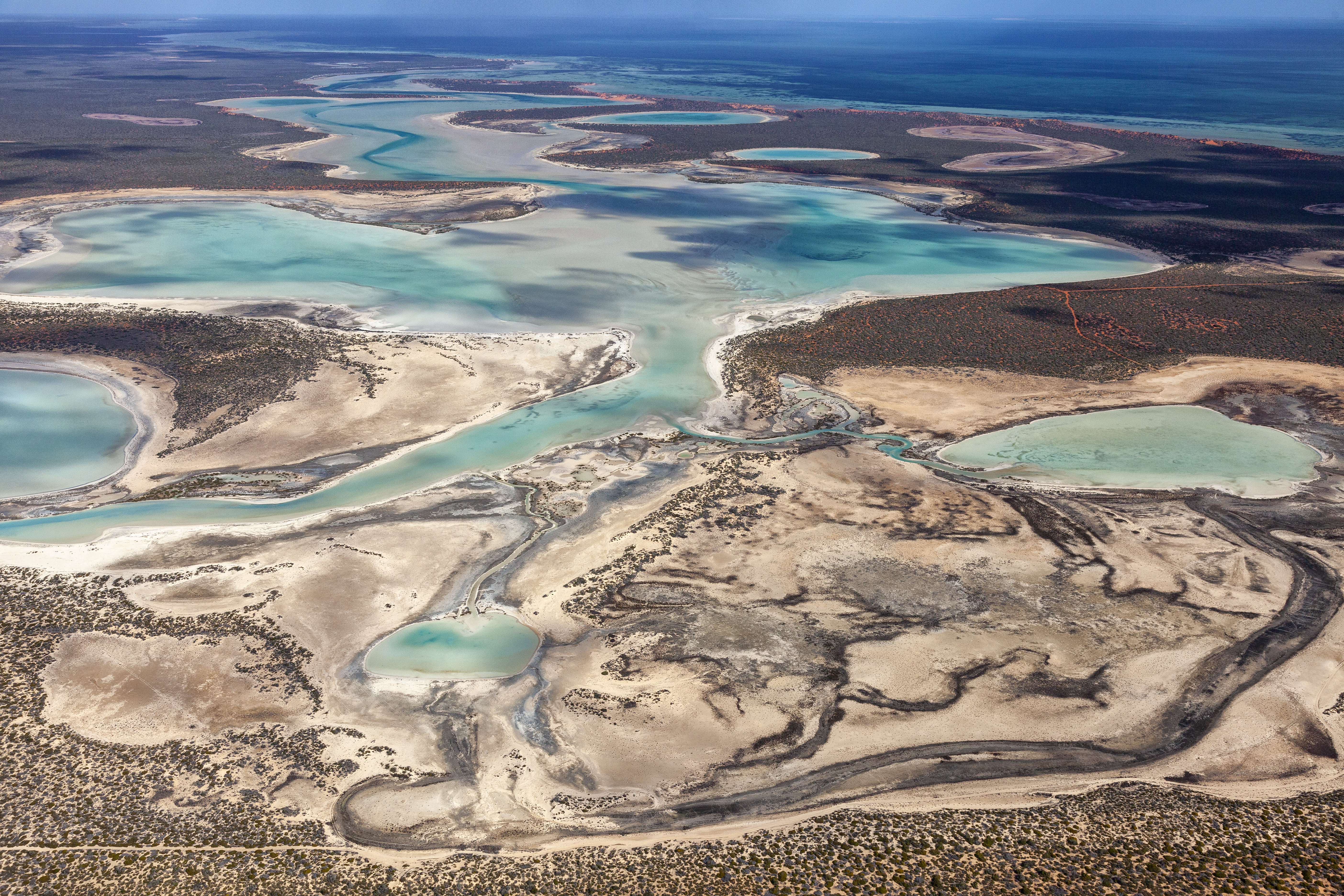
Die spärliche Vegetation der westaustralischen Shark Bay (François-Péron-Nationalpark).

Nach der Überquerung des Indischen Ozeans botanisierte Riedle an zwei Buchten Westaustraliens (Geographe Bay, Shark Bay) und während des anschließenden Aufenthalts in Kupang (Westtimor), einem Stützpunkt der Batavischen Republik. Er beobachtete, dass die Aborigines Neuhollands, zu denen die Franzosen aus Sicherheitsgründen Abstand hielten, sowohl zum Decken ihrer Hütten, zur Bekleidung bei Kälte als auch als Schlafunterlage Wacholderrinde verwendeten. Über Westaustralien schreibt er: „Zeitlebens habe ich kein trockeneres, unfruchtbareres Land gesehen; kein Tropfen trinkbares Wasser, wenig oder keine Vegetation, von Riffen und Untiefen gesäumte unzugängliche Küsten.“ Ganz anders Timor: An der Reede Brotbäume, Mangos, Tamarinden, Betelnuss- und Kokospalmen, Meerrettichbäume, Sophoras, auf den Feldern Reis, Mais, Yams, Tabak …

## Tod

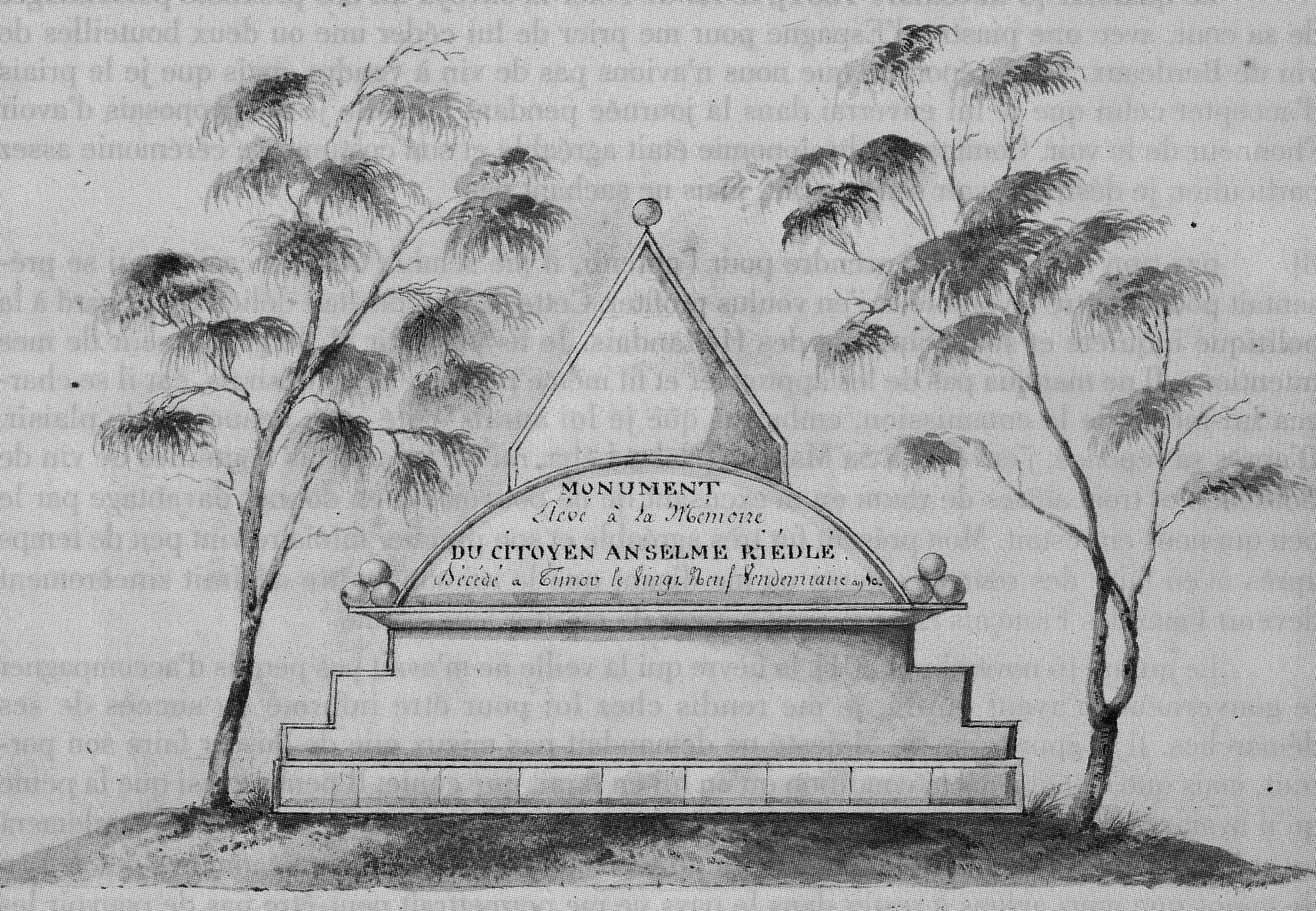
Denkmal, das Baudin Riedle in Kupang errichten ließ (aus Baudins Tagebuch).

Doch das tropische Paradies sollte Riedle zum Verhängnis werden. Obenstehende Angaben entstammen einem Brief, den er Ende September 1801 dem Botaniker André Thouin (1747–1824) vom Muséum national d’histoire naturelle schrieb. Darin erwähnt er auch, an blutigem Durchfall zu leiden. Drei Wochen später war er tot. Eine seiner letzten Sorgen soll gewesen sein, dass ein ficus macrophylla lebend in den Jardin des Plantes gebracht werde, was dann auch geschah. Baudin ließ Riedle militärische Ehren erweisen und ein Denkmal errichten. Neben ihn gebettet wurde der Botaniker David Nelson (um 1740–1789), der nach der Meuterei auf der Bounty deren Kommandanten William Bligh in der Barkasse des Schiffes von Pitcairn nach dem 5800 Kilometer entfernten Kupang begleitet hatte und dort an Erschöpfung gestorben war. Die Inschrift des Denkmals lautete gemäß Baudins Reisetagebuch:
„Hier ruht Anselm Riedle aus Augsburg, fünfunddreißig Jahre alt, Chefgärtner der vom Ersten Konsul Bonaparte im Jahr IX (1800/01) angeordneten Entdeckungsreise. Sein Eifer, sein Fleiß, seine Arbeiten waren Ursache seines Todes am 29. Vendémiaire Jahr X (21. Oktober 1801). Wer Ihr auch seid, ehrt sein Grab und das Denkmal, welches seinen Namen der Nachwelt überliefern soll und jenen von David Nelson, der William Bligh begleitete.“
Da der ebenfalls erkrankte Botaniker Jean-Baptiste Leschenault de La Tour (1773–1826) in Kupang zurückbleiben musste und Sautier bald darauf auf See starb, blieb Baudin für die anschließende Erforschung Südostaustraliens von ursprünglich acht Pflanzenkundigen einzig Guichenot. Auf Maria Island (heute Nationalpark) bei Tasmanien, das Baudin nach dem Tod des Freundes als Nächstes ansteuerte, gibt es eine Riedle Bay.